# Doleschallia nigella
Doleschallia nigella är en fjärilsart som beskrevs av Hans Fruhstorfer 1912. Doleschallia nigella ingår i släktet Doleschallia och familjen praktfjärilar. Inga underarter finns listade i Catalogue of Life.